# Veliki črni bik
Veliki črni bik je pesem Daneta Zajca. Pesnik jo je vključil v zbirko z naslovom Požgana trava, ki je izšla leta 1958. V tej zbirki je vključena v ciklus pesmi z naslovom Jutra.

## Zunanjeformalna sestava pesmi
Pesem sestavljajo štiri kitice, ki vsebujejo po 6, 10, 8 in 3 vrstice. Nekateri verzi se rimajo:  gore - grape v prvi kitici, v drugi jutro - oko, v tretji grape - samote, v četrti pa jutro - sekiro. Sintagma »veliki črni bik rjove v jutro« se ponovi v začetku vsake nove kitice. Kontaktna smer lirskega subjekta je naravnana na rjovečega črnega bika, do njega je usmerjen govor lirskega subjekta v pesmi. Čas in kraj pripovedi je jutro in pašniki, gore, grape. Izvir govora lirskega subjekta je neposredna zaznava. Perspektiva je zunanja.

## Notranjeformalna sestava pesmi

### 1. kitica
Lirski subjekt je obrnjen do živali, to je bika, njegova barva je črna, omenja se še njegova velikost, še posebej pomembna pa je njegova dejavnost, to je rjovenje. Opredeljen imamo tudi čas delovanja bika, to je jutro. Lirski subjekt v obliki retoričnega vprašanja sprašuje velikega črnega bika, koga kliče. Lirski subjekt mu odgovarja v obliki razširjene komparacije, kajti za odmev bikovega klica je značilno, da je prazen, kot so prazni pašniki, gore, grape. V tej kitici torej lirski subjekt opredeljuje kraj in prostor, kjer bik izvaja svoje delovanje, rjovenje. To kitico zaobjemlje metafora praznote.

### 2. kitica
V drugi kitici pa je v nasprotju s prvo kitico, kjer je s pomočjo praznote pokrajine opisana praznota bikovega klica, opisana vsebina te praznote. Že takoj v drugi vrstici imamo komparacijo, ki nadrobneje ponazori, kako mogočno je to bikovo rjovenje: bik rjove v jutro/ kot da bi brizgala težka črna kri in rjove v jutro kot da bi se nad gozdom na vzhodu odpiralo v jutro krvavo bikovo oko. V sintagmi »rjoveti kot da bi brizgala težka črna kri« imamo strukturo komparacije, kjer je pridevnik »težka« in »črna« drzen nasproti »brizganju« in »krvi«. Imamo metaforo črna kri, pridevniško. Imamo tudi metaforo »krvavo bikovo oko«, ki je postaljveno na nebo! Pojavi se prispodoba nekakšne ranjenosti, saj brizga kri, kri uhaja iz telesa - tako rjove bik v jutro. Tudi z njegovim očesom posredno nekaj ni vredu - je krvavo, kajti lirski subjekt vidi na nebu nad gozdom na vzhodu pojav odpiranja krvavega bikovega očesa. Lirski subjekt ne pove direktno, da je bikovo oko krvavo, ampak opazi pojav zarje na nebu in ta je podobna krvavemu bikovemu očesu. Ker je podoba prenešena od same fizične pojave živali na nebo, konotira nekako odsev resničnega stanja bika na zemlji, nekako konotira tudi v prihodnost. Morda nekakšno slutnjo. Vsekakor pa gre za opis stanja bika, s katerim nekaj ni vredu. Obe komparaciji torej sta povezani z bikovim stanjem. Lirski subjekt nadalje biku znova zastavi vprašanje, tokrat o naslovniku bikovega rjovenja. Lirski subjekt skuša nanj tudi odgovoriti. / Veliki črni bik, koga kličeš?/ Predvideva, da je biku poslušanje svojega rjovenja posebna slast, užitek, ko do njega pride odmev njegovega zamolklega klica. Naslovnik bikovega rjovenja je torej bikec sam. K nejmu nazaj se vraša njegov klic. V tej kitici prevladuje metafora krvi, ranjenosti.

### 3. kitica
V tretji kitici se potrdijo ugotovitve iz druge kitice glede pojava krvavega bikovega očesa na nebu. V tej kitici se namreč poudari, da je jutro brezkrvno.Se pravi, narava sama je brez krvi. Krvavo stanje ustvarja bikec sam oz. da lirskemu subjektu vzpodbudo, da nezdravo stanje bikovega očesa opazi na samem nebu. Sledi komparacija, ki opredeli kraj, ki ga doseže bikov glas in kaj se tam zgodi: tvoj glas pada v grape kot razcefrana jata črnih vran. Imamo komparacijo, kjer je pridevnik »razcefran« drzen na obe strani: glede na »padajoči glas v grape«, saj je »razcefranost« značilnost snovnega materiala, še posebej tkanin. »Razcefranost« pa je drzna tudi glede na podobo »jate črnih vran«, saj za ptice v strogem pomenu besede ne moremo reči, da so razcefrane. Sledi neposredno nagovarjanje velikega črnega bika. Lirski subjekt ugotavlja, da nihče ne sliši bikove samote (metafora). Človek lahko sliši glasove ipd., ne pa samote! Dalje lirski subjetk še ugotovi o učinku bikovega rjovenja, ki je tudi negativno nikogar ne napojišs črno krvjo svojega glasu. Glagol »napojiti«, ki ga uporabljamo za opis hranjenja, je tukaj uporabljen za hranjenje s črno krvjo glasu! Lirski subjekt biku ukaže, naj umolkne, saj njegova dejavnost nima naslovnika, je brez učinka. Bikec nekako v prazno rjove.

### 4. kitica
V četrti kitici lirski subjekt opredeli pokrajino v jutru na vzhodu, ki je dokaj nenavadna. Namreč sonce na vzhodu brusi bleščečo mesarsko sekiro. Ponovno imamo drznost »brušenja« nasproti »soncu«. Za fizikalne pojave, ki opredeljujejo dnevni čas (kot je na primer sonce na vzhodu), težko da uporabimo izraz brusiti, ki se uporablja za dejavnost brušenja orodij.